# Liste de points extrêmes des États-Unis

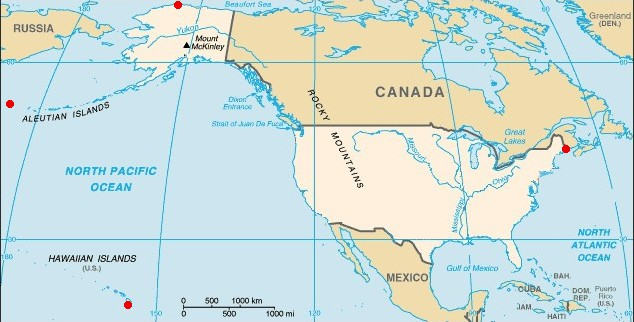
Carte des points extrêmes des États-Unis

Voici une liste de points extrêmes des États-Unis.

## Latitude et longitude

### Territoire des 48 États contigus
Ces données concernent tous les États, à l'exclusion de l'Alaska et d'Hawaï.
- Nord : Northwest Angle, Minnesota (49° 22′ N, 95° 08′ O)
- Sud : Ballast Key, Floride (24° 24′ N, 81° 57′ O)
- Ouest : Cap Alava, Washington (48° 22′ N, 124° 44′ O)
- Est : Lubec, Maine (44° 49′ N, 66° 55′ O)

### Territoire continental
Ces données concernent le territoire des États-Unis sur le continent américain, y compris l'Alaska, mais à l'exclusion des îles.
- Nord : Point Barrow, Alaska (71° 23′ N, 156° 28′ O)
- Sud : Cap Sable, Floride (25° 07′ N, 81° 05′ O)
- Ouest : cap Prince-de-Galles, Alaska (65° 38′ N, 168° 05′ O)
- Est : Lubec, Maine (44° 49′ N, 66° 55′ O)

### Territoire des 50 États
Ces données concernent tous les États, mais pas les territoires.
- Nord : Point Barrow, Alaska (71° 23′ N, 156° 28′ O)
- Sud : Ka Lae, Hawaii (18° 55′ N, 155° 42′ O)
- Ouest : Île Attu, Alaska (52° 55′ N, 172° 27′ E)[1]
- Est : Lubec, Maine (44° 49′ N, 66° 55′ O)

### Totalité du territoire
- Nord : Point Barrow, Alaska (71° 23′ N, 156° 28′ O)
- Sud : Rose Atoll, Samoa américaines (14° 32′ S, 168° 08′ O)
- Ouest :
  - Le point le plus à l'ouest en termes de longitude : île Amatignak, Alaska (51° 16′ N, 179° 09′ O)
  - Le point à l'ouest du méridien de Greenwich le plus proche de celui-ci : Point Udall, îles Vierges américaines (17° 45′ N, 64° 34′ O)
  - Le point à l'est de la ligne de changement de date le plus proche de celle-ci : Île Attu, Alaska (52° 55′ N, 172° 27′ E)
- Est :
  - Le point le plus à l'est en termes de longitude : île Semisopochnoi, Alaska (51° 58′ N, 179° 46′ E)
  - Le point à l'est du méridien de Greenwich le plus proche de celui-ci : Farallon de Pajaros, îles Mariannes du Nord (20° 32′ N, 144° 52′ E)
  - Le point à l'ouest de la ligne de changement de date le plus proche de celle-ci : atoll Wake (19° 17′ N, 166° 37′ E)

## Altitude
- Maximale :
  - Totalité du territoire : mont McKinley, Alaska, 6 190 m (63° 05′ 51,34″ N, 151° 00′ 19,86″ O)
  - 48 États contigus : mont Whitney, Californie, 4 421 m (36° 34′ 42,9″ N, 118° 17′ 31,2″ O)
- Minimale : Badwater, vallée de la Mort, -86 m (36° 13′ 58″ N, 116° 46′ 04″ O)

## Vue d'ensemble
| Point Barrow Angle nord-ouest du Minnesota Ka Lae Ballast Key Western Dry Rocks West Quoddy Head Cap Sable Pochnoi Point Sail Rock Peaked Island Île Amatignak Cap Prince-de-Galles Umatilla Reef Bodelteh Islands Cap Alava Mont McKinley Mont Whitney Badwater Centre géographique des États-Unis Centre géographique des États-Unis contigus |